# Wola Idzikowska
Wola Idzikowska [ˈvɔla id͡ʑiˈkɔfska] es un pueblo ubicado en el distrito administrativo de Gmina Fajsławice, dentro del Condado de Krasnystaw, Voivodato de Lublin, en Polonia oriental. Se encuentra aproximadamente a 17 kilómetros al noroeste de Krasnystaw y a 34 kilómetros al sureste de la capital regional Lublin.